# Neodythemis preussi
Neodythemis preussi là một loài chuồn chuồn ngô thuộc họ Libellulidae. Nó được tìm thấy ở Cameroon, Cộng hòa Dân chủ Congo, Guinea Xích Đạo, Gabon, Nigeria, Uganda, và Zambia. Môi trường sống tự nhiên của nó là các khu rừng đất thấp ẩm nhiệt đới và cận nhiệt đới.